# Nagygeresd
Nagygeresd là một thị trấn thuộc hạt Vas, Hungary. Thị trấn này có diện tích 9,4 km², dân số năm 2010 là 266 người, mật độ 28 người/km².